# 任常伦
任常伦（1922年—1944年11月14日），山东黄县人。八路军人物。

## 生平
1938年参加当地民兵自卫团。1940年转入八路军。1941年加入中国共产党。历任胶东军区十四团二营五连班长、副排长。先后参战200余次，机智顽强，曾多次负伤。1944年被山东军区授予“一等战斗英雄”称号。1944年11月14日，在沙堡西山与日军作战时牺牲。